# LIPSTICK/ラムのラブソング
「LIPSTICK/ラムのラブソング」（リップスティック/ラムのラブソング）は、韓国のアイドルユニット・ORANGE CARAMELの日本版2作目のシングル。

## 概要
- 前作「やさしい悪魔」から約3か月ぶりにして、アルバム『ORANGE CARAMEL』からの先行シングル。初の両A面シングルとして発売された。
- ジャケットの異なるDVD付LIPSTICK盤とDVD付ラムちゃん盤、DVD付バラエティ盤、CD盤の4形態で発売された。LIPSTICK盤のDVDには表題1曲目のミュージック・ビデオとダンス映像、ジャケット撮影でのメイキング映像が収録された。ラムちゃん盤のDVDには表題2曲目のミュージック・ビデオとメイキング映像が、バラエティ盤のDVDにはバラエティ番組『オレキャラチャンネル! 〜ORANGE CARAMELのバツゲームはイヤよ♡〜』が収録された。また、CD盤にはカップリング曲と各収録曲のインストゥルメンタルバージョンが追加収録された[1]。

## 収録曲
| #         | タイトル                            | 作詞            | 作曲                            | 編曲                     | 時間  |
| --------- | ----------------------------------- | --------------- | ------------------------------- | ------------------------ | ----- |
| 1.        | 「LIPSTICK (Japan Ver.)」           | Masaki Fujiwara | IGGY、Seo Yong Bae              | IGGY、Seo Yong Bae       | 3:22  |
| 2.        | 「ラムのラブソング」                | Akira Ito       | Izumi Kobayashi                 | Yasushi Watanabe         | 2:43  |
| 3.        | 「ミルクシェイク (Japan Ver.)」     | Kanata Okajima  | DAISHI DANCE、 BLACC HOLE、DJ R | DAISHI DANCE、BLACC HOLE | 3:38  |
| 4.        | 「LIPSTICK (Instrumental)」         |                 | IGGY、Seo Yong Bae              | IGGY、Seo Yong Bae       | 3:22  |
| 5.        | 「ラムのラブソング (Instrumental)」 |                 | Izumi Kobayashi                 | Yasushi Watanabe         | 2:43  |
| 6.        | 「ミルクシェイク (Instrumental)」   |                 | DAISHI DANCE、 BLACC HOLE、DJ R | DAISHI DANCE、BLACC HOLE | 3:36  |
| 合計時間: | 合計時間:                           | 合計時間:       | 合計時間:                       | 合計時間:                | 19:24 |

### 解説
1. LIPSTICK (Japan Ver.)
同年9月13日に発売された韓国版1stオリジナルアルバム『LIPSTICK』の表題曲の日本バージョン[1]。
ミュージック・ビデオは卓球をコンセプトに制作された[1]。
2. ラムのラブソング
松谷祐子の同名曲のリアレンジカバー[1]。
ミュージック・ビデオは前作「やさしい悪魔」に引き続き斎藤渉が手掛けた[1]。
3. ミルクシェイク (Japan Ver.)
CD盤のみに収録されており、公式サイトによる事前投票「日本バージョンを作ってほしい楽曲」で1位を獲得した楽曲[1]。
4. LIPSTICK (Instrumental)
CD盤のみに収録されている、表題1曲目のインストゥルメンタルバージョン。
5. ラムのラブソング (Instrumental)
CD盤のみに収録されている、表題2曲目のインストゥルメンタルバージョン。
6. ミルクシェイク (Instrumental)
CD盤のみに収録されている、カップリング曲のインストゥルメンタルバージョン。